# Tipula crolina
Tipula crolina är en tvåvingeart som beskrevs av Dufour 1992. Tipula crolina ingår i släktet Tipula och familjen storharkrankar. Inga underarter finns listade i Catalogue of Life.